# Луб'янська сільська рада (Веселинівський район)
Луб'я́нська сільська́ ра́да — колишній орган місцевого самоврядування в Веселинівському районі Миколаївської області. Адміністративний центр — село Луб'янка.

## Загальні відомості
- Луб'янська сільська рада утворена в 1921 році.
- Територія ради: 3,459 км²
- Населення ради: 1 102 особи (станом на 2001 рік)
- Територією ради протікає річка Чичиклея.

## Населені пункти
Сільській раді підпорядковані населені пункти:
- с. Луб'янка
- с. Бузоварове
- с. Іванівка
- с. Калинівка
- с. Нововоскресенка
- с. Петрівка
- с. Райдолина

## Пам'ятки
В межах сільської ради знаходиться проетований ландшафтний заказник місцевого значення Веселинівські плавні. Пропонується створити заказник в урочищі Балка Кобилянська.з пропонованою назвою Райдолинський степ